# Sneaky Pete
Sneaky Pete es una serie de televisión de drama criminal estadounidense creada por David Shore y Bryan Cranston. Protagonizada por Giovanni Ribisi, quien encarna a Marius Josipović, un ex-convicto que adopta la identidad de su compañero de celda, Pete Murphy, para borrar su vida pasada. La serie también está protagonizada por Marin Ireland, Shane McRae, Libe Barer, Peter Gerety y Margo Martindale. El episodio piloto se estrenó el 7 de agosto de 2015. Shore dejó el proyecto a principios de 2016 y fue reemplazado por Graham Yost, quien sirvió como productor ejecutivo de los nueve episodios restantes. La primera temporada se estrenó de forma completa el 13 de enero de 2017, a través de Prime Video. El 19 de enero de 2017, se anunció que fue renovada para una segunda temporada, la cual se estrenó el 9 de marzo de 2018. El 28 de julio de 2018, Amazon anunció que la serie fue renovada para una tercera temporada que se estrenó el 10 de marzo de 2019. El 4 de junio de 2019, Amazon canceló la serie tras tres temporadas.

## Sinopsis
Sneaky Pete sigue a "Marius, un estafador que sale de prisión sólo para ser perseguido por el gánster vicioso al que una vez robó. Sin ningún otro lugar a quien acudir, Marius se esconde de su pasado asumiendo la identidad de su compañero de celda, Pete, y luego se "reúne" con la familia separada de Pete, quienes no tienen ninguna razón para sospechar que él no es su amado perdido hace mucho tiempo".

## Reparto

### Principales
- Giovanni Ribisi como Marius Josipović / Pete Murphy
- Marin Ireland como Julia Bowman
- Shane McRae como Taylor Bowman
- Libe Barer como Carly Bowman
- Michael Drayer como Eddie Josipović (temporada 1)
- Peter Gerety como Otto Bernhardt
- Margo Martindale como Audrey Bernhardt
- Jane Adams como Maggie Murphy (temporada 2; invitada temporada 3)

### Recurrentes
- Ethan Embry como el verdadero Pete Murphy (temporadas 1-2; invitado temp. 3)
- Bryan Cranston como Vince Lonigan (temporada 1)
- Victor Williams como Richard (temporada 1)
- Karolina Wydra como Karolina (temporada 1)
- Jacob Pitts como Lance Lord
- Michael O'Keefe como Detective Frank Winslow (temporada 1)
- Virginia Kull como Katie Boyd (temporada 1; invitada temp. 2)
- Alison Wright como Marjorie (temporadas 1-2; invitada temp. 3)
- Mike Houston como Dennis
- Tobias Segal como Sean Reid
- Brad William Henke como Brendon Boyd (temporada 1)
- Jeté Laurence como Ellen
- Justine Cotsonas como Shannon Reid
- Kevin Chapman como Bo Lockley
- Jay O. Sanders como Sam (temporadas 1-2; invitado temp. 3)
- Chaske Spencer como Chayton Dockery
- René Ifrah como Wali
- Jasmine Carmichael como Gina (temporadas 1-2)
- Pej Vahdat como Raj Kumar Mukherjee (temporada 1)
- Max Darwin como Tate
- Jeffrey De Serrano como Ayawamat
- Malcolm-Jamal Warner como James Bagwell
- C.S. Lee como Joseph Lee (temporadas 1-2)
- Ben Vereen como Leon Porter (temporadas 1-2)
- Del Zamora como Kwahu (temporadas 1-2)
- Domenick Lombardozzi como Abraham Persikof (temporada 1)
- Debra Monk como Connie Persikof (temporada 1)
- Joseph Lyle Taylor como Frank (temporadas 1-2)
- Michael DeMello como Mikey (temporada 1)
- Desmond Harrington como Joe (temporadas 1-2)
- David Kallaway como Bako (temporada 2)
- Jesse Lenat como AJ
- Michael Oberholtzer como Colin (temporada 2)
- Jennifer Ferrin como Joyce Roby (temporada 2)[7]
- Christina Vidal como Valerie (temporada 2)
- John Ales como Luka Delchev (temporada 2)[8]
- Sara Tomko como Suzanne (temporada 2)[9]
- Chris Ashworth como Miro (temporada 2)[9]
- Justine Lupe como Hannah (temporada 2)[9]
- Efrat Dor como Mary Elizabeth «Lizzie» DeLaurentis (temporada 3)
- Jeff Ross como D.C. Doug Decker (temporada 3)
- Leonardo Nam como Alexandre Park-Sun (temporada 3)
- Ricky Jay como T. H. Vignetti (temporada 3)
- Darren Pettie como Chuck Johnson (temporada 3)
- Stephanie Faracy como Dotti Watkins (temporada 3)
- Charlayne Woodard como Hickey (temporada 3)
- Amy Landecker como Lorraine Sheffield (temporada 3)
- M. Emmet Walsh como Tex Watkins (temporada 3)
- Patrick J. Adams como Stefan Kilbane (temporada 3)

### Invitados
- Wayne Duvall como Charles McGregor (temporada 1)
- Rory Culkin como Gavin (temporadas 1-2)
- Steve Wiebe como Stephen Davidson (temporada 1)
- Lois Smith como la Reverenda Ethel Landry (temporada 2)

## Episodios
| Temporada | Temporada | Episodios | Episodios | Lanzamiento original | Lanzamiento original |
| Temporada | Temporada | Episodios | Episodios | Primera emisión      | Última emisión       |
| --------- | --------- | --------- | --------- | -------------------- | -------------------- |
|           | 1         | 10        | 10        | 7 de agosto de 2015  | 13 de enero de 2017  |
|           | 2         | 10        | 10        | 9 de marzo de 2018   | 9 de marzo de 2018   |
|           | 3         | 10        | 10        | 10 de mayo de 2019   | 10 de mayo de 2019   |

## Producción

### Desarrollo
En noviembre de 2014, CBS dio un equipo de producción para Sneaky Pete. Un piloto oficial para la serie fue filmado en Nueva York en marzo de 2015. El 8 de mayo del mismo año, CBS decidió pasar el piloto, mientras se cancelaba otra serie de Shore, Battle Creek. Sólo dos días después, se informó que el piloto sería removido a canales de televisión, con mucho interés expresado.
En junio, se informó que Amazon estaba en negociaciones para adquirir el piloto, con algunos arreglos y regrabaciones antes de publicarlo ante sus espectadores. El piloto fue estrenado el 7 de agosto de 2015 y confirmado para serie el 2 de septiembre de 2015.
En marzo de 2016, se dio a conocer que Shore abandonaría el proyecto, siendo reemplazado por Graham Yost, que tomaría su puesto como productor ejecutivo y guionista. El inicio de la producción de la serie completa se retrasó para permitir la transición.
El segundo episodio y el resto de la primera temporada fue estrenada el 13 de enero de 2017.

## Recepción

### Críticas
La primera temporada de Sneaky Pete recibió críticas positivas de los críticos. Rotten Tomatoes le otorgó a la primera temporada una calificación de 97% 'Fresca certificada', basada en 31 críticas, con el consenso de la crítica: "Suspenso, inteligente y terriblemente repartido, Sneaky Pete es en parte dramaturgia, en parte travesura criminal y, en general, entretenida". Metacritic le dio a la primera temporada un puntaje de 77 sobre 100 basado en 22 críticas, lo que indica "críticas generalmente favorables".
La segunda temporada de Sneaky Pete también recibió críticas positivas. Rotten Tomatoes otorgó a la segunda temporada una calificación de 91% 'Fresca', basada en 11 críticas, con el consenso de la crítica: "La temporada de segundo año de Sneaky Pete replica la delicadeza de su predecesora con juegos de manos narrativos y alcaparras deliciosamente retorcidas, aunque la seriedad de Bryan Cranston se extraña profundamente.
La tercera temporada de Sneaky Pete continuó recibiendo críticas positivas, y Rotten Tomatoes le otorgó una calificación de 100% 'Fresca', basada en 7 críticas.

### Premios y nominaciones
La actriz Margo Martindale fue nominada por su interpretación para la categoría de Mejor actriz de reparto en serie de drama en la 8° entrega de los Premios de la Crítica Televisiva de 2017.